# Lijst van Eerste Kamerleden 1999-2003
Lijst van Eerste Kamerleden 1999-2003 geeft een overzicht van de leden van de Nederlandse Eerste Kamer in de periode tussen de verkiezingen van 1999 en de verkiezingen van 2003. De zittingsperiode van de Eerste Kamer ging in op 8 juni 1999 en eindigde op 10 juni 2003. 
De Eerste Kamer telde 75 leden, gekozen door de leden van Provinciale Staten. Eerste Kamerleden werden gekozen voor een termijn van vier jaar.
| Naam                              | politieke partij                                                   | begindatum       | einddatum       | refs   |
| --------------------------------- | ------------------------------------------------------------------ | ---------------- | --------------- | ------ |
| Joeke Baarda                      | Christen-Democratisch Appèl                                        | 8 juni 1999      | 10 juni 2003    | [ 1 ]  |
| Pol de Beer                       | Volkspartij voor Vrijheid en Democratie                            | 8 juni 1999      | 10 juni 2003    | [ 2 ]  |
| Rob van de Beeten                 | Christen-Democratisch Appèl                                        | 5 september 2000 | 10 juni 2003    | [ 3 ]  |
| Marie-Louise Bemelmans-Videc      | Christen-Democratisch Appèl                                        | 8 juni 1999      | 10 juni 2003    | [ 4 ]  |
| Gert van den Berg                 | Staatkundig Gereformeerde Partij                                   | 8 juni 1999      | 10 juni 2003    | [ 5 ]  |
| Marten Bierman                    | Onafhankelijke Senaatsfractie                                      | 8 juni 1999      | 10 juni 2003    | [ 6 ]  |
| Marbeth Bierman-Beukema toe Water | Volkspartij voor Vrijheid en Democratie                            | 8 juni 1999      | 10 juni 2003    | [ 7 ]  |
| Cobi de Blécourt-Maas             | Volkspartij voor Vrijheid en Democratie                            | 17 april 2000    | 10 juni 2003    | [ 8 ]  |
| Wim de Boer                       | Groen Links                                                        | 8 juni 1999      | 10 juni 2003    | [ 9 ]  |
| Peter Boorsma                     | Christen-Democratisch Appèl                                        | 8 juni 1999      | 10 juni 2003    | [ 10 ] |
| Gerrit Braks                      | Christen-Democratisch Appèl                                        | 8 juni 1999      | 10 juni 2003    | [ 11 ] |
| Nicoline van den Broek-Laman Trip | Volkspartij voor Vrijheid en Democratie                            | 8 juni 1999      | 10 juni 2003    | [ 12 ] |
| Ankie Broekers-Knol               | Volkspartij voor Vrijheid en Democratie                            | 2 oktober 2001   | 10 juni 2003    | [ 13 ] |
| Cees van Bruchem                  | Reformatorische Politieke Federatie- Gereformeerd Politiek Verbond | 8 juni 1999      | 10 juni 2003    | [ 14 ] |
| Frits Castricum                   | Partij van de Arbeid                                               | 8 juni 1999      | 10 juni 2003    | [ 15 ] |
| Dick Dees                         | Volkspartij voor Vrijheid en Democratie                            | 8 juni 1999      | 10 juni 2003    | [ 16 ] |
| Ton Doesburg                      | Partij van de Arbeid                                               | 8 juni 1999      | 10 juni 2003    | [ 17 ] |
| Alfons Dölle                      | Christen-Democratisch Appèl                                        | 8 juni 1999      | 10 juni 2003    | [ 18 ] |
| Heleen Dupuis                     | Volkspartij voor Vrijheid en Democratie                            | 8 juni 1999      | 10 juni 2003    | [ 19 ] |
| Wim van Eekelen                   | Volkspartij voor Vrijheid en Democratie                            | 8 juni 1999      | 10 juni 2003    | [ 20 ] |
| Huib Eversdijk                    | Christen-Democratisch Appèl                                        | 8 juni 1999      | 10 juni 2003    | [ 21 ] |
| Jos van Gennip                    | Christen-Democratisch Appèl                                        | 8 juni 1999      | 10 juni 2003    | [ 22 ] |
| Leendert Ginjaar                  | Volkspartij voor Vrijheid en Democratie                            | 8 juni 1999      | 10 juni 2003    | [ 23 ] |
| Bert Groen                        | Reformatorische Politieke Federatie- Gereformeerd Politiek Verbond | 28 mei 2002      | 10 juni 2003    | [ 24 ] |
| Ruud Hessing                      | Democraten 66                                                      | 5 oktober 1999   | 10 juni 2003    | [ 25 ] |
| Jan van Heukelum                  | Volkspartij voor Vrijheid en Democratie                            | 8 juni 1999      | 10 juni 2003    | [ 26 ] |
| Lammert Hilarides                 | Volkspartij voor Vrijheid en Democratie                            | 8 juni 1999      | 5 april 2000    | [ 27 ] |
| Ernst Hirsch Ballin               | Christen-Democratisch Appèl                                        | 8 juni 1999      | 1 november 2000 | [ 28 ] |
| Henk Hofstede                     | Christen-Democratisch Appèl                                        | 8 juni 1999      | 10 juni 2003    | [ 29 ] |
| Gerrit Holdijk                    | Staatkundig Gereformeerde Partij                                   | 8 juni 1999      | 10 juni 2003    | [ 30 ] |
| Jannie van den Hul-Omta           | Christen-Democratisch Appèl                                        | 8 juni 1999      | 10 juni 2003    | [ 31 ] |
| Ria Jaarsma                       | Partij van de Arbeid                                               | 8 juni 1999      | 10 juni 2003    | [ 32 ] |
| Ad de Jager                       | Volkspartij voor Vrijheid en Democratie                            | 11 april 2000    | 10 juni 2003    | [ 33 ] |
| Bert de Jong                      | Christen-Democratisch Appèl                                        | 8 juni 1999      | 15 juli 2000    | [ 34 ] |
| Erik Jurgens                      | Partij van de Arbeid                                               | 8 juni 1999      | 10 juni 2003    | [ 35 ] |
| Niek Ketting                      | Volkspartij voor Vrijheid en Democratie                            | 8 juni 1999      | 10 juni 2003    | [ 36 ] |
| Liesbeth Kneppers-Heynert         | Volkspartij voor Vrijheid en Democratie                            | 8 juni 1999      | 10 juni 2003    | [ 37 ] |
| Jacob Kohnstamm                   | Democraten 66                                                      | 8 juni 1999      | 10 juni 2003    | [ 38 ] |
| Frits Korthals Altes              | Volkspartij voor Vrijheid en Democratie                            | 8 juni 1999      | 2 oktober 2001  | [ 39 ] |
| Jos van der Lans                  | Groen Links                                                        | 8 juni 1999      | 10 juni 2003    | [ 40 ] |
| Hannie van Leeuwen                | Christen-Democratisch Appèl                                        | 8 juni 1999      | 10 juni 2003    | [ 41 ] |
| Wolter Lemstra                    | Christen-Democratisch Appèl                                        | 8 juni 1999      | 10 juni 2003    | [ 42 ] |
| René van der Linden               | Christen-Democratisch Appèl                                        | 8 juni 1999      | 10 juni 2003    | [ 43 ] |
| Tineke Lodders                    | Christen-Democratisch Appèl                                        | 8 juni 1999      | 10 juni 2003    | [ 44 ] |
| Paul Luijten                      | Volkspartij voor Vrijheid en Democratie                            | 8 juni 1999      | 10 juni 2003    | [ 45 ] |
| Geertje Lycklama à Nijeholt       | Partij van de Arbeid                                               | 8 juni 1999      | 10 juni 2003    | [ 46 ] |
| Trude Maas-de Brouwer             | Partij van de Arbeid                                               | 22 januari 2002  | 10 juni 2003    | [ 47 ] |
| Margriet Meindertsma              | Partij van de Arbeid                                               | 8 juni 1999      | 10 juni 2003    | [ 48 ] |
| Jan Pastoor                       | Christen-Democratisch Appèl                                        | 8 juni 1999      | 10 juni 2003    | [ 49 ] |
| Tom Pitstra                       | Groen Links                                                        | 8 juni 1999      | 12 juni 2001    | [ 50 ] |
| Leo Platvoet                      | Groen Links                                                        | 8 juni 1999      | 10 juni 2003    | [ 51 ] |
| Fré le Poole                      | Partij van de Arbeid                                               | 8 juni 1999      | 10 juni 2003    | [ 52 ] |
| Sam Pormes                        | Groen Links                                                        | 19 juni 2001     | 10 juni 2003    | [ 53 ] |
| Rudy Rabbinge                     | Partij van de Arbeid                                               | 8 juni 1999      | 10 juni 2003    | [ 54 ] |
| Jaap Rensema                      | Volkspartij voor Vrijheid en Democratie                            | 8 juni 1999      | 10 juni 2003    | [ 55 ] |
| Fransje Roscam Abbing-Bos         | Volkspartij voor Vrijheid en Democratie                            | 8 juni 1999      | 10 juni 2003    | [ 56 ] |
| Uri Rosenthal                     | Volkspartij voor Vrijheid en Democratie                            | 8 juni 1999      | 10 juni 2003    | [ 57 ] |
| Bob Ruers                         | Socialistische Partij                                              | 8 juni 1999      | 10 juni 2003    | [ 58 ] |
| Bob van Schijndel                 | Groen Links                                                        | 8 juni 1999      | 10 juni 2003    | [ 59 ] |
| Cobi Schoondergang-Horikx         | Groen Links                                                        | 8 juni 1999      | 10 juni 2003    | [ 60 ] |
| Egbert Schuurman                  | Reformatorische Politieke Federatie- Gereformeerd Politiek Verbond | 8 juni 1999      | 10 juni 2003    | [ 61 ] |
| Eddy Schuyer                      | Democraten 66                                                      | 8 juni 1999      | 10 juni 2003    | [ 62 ] |
| Winnie Sorgdrager                 | Democraten 66                                                      | 8 juni 1999      | 1 oktober 1999  | [ 63 ] |
| Johan Stekelenburg                | Partij van de Arbeid                                               | 8 juni 1999      | 10 juni 2003    | [ 64 ] |
| Willem Stevens                    | Christen-Democratisch Appèl                                        | 8 juni 1999      | 10 juni 20039   | [ 65 ] |
| Paula Swenker                     | Volkspartij voor Vrijheid en Democratie                            | 8 juni 1999      | 10 juni 2003    | [ 66 ] |
| Ing Yoe Tan                       | Partij van de Arbeid                                               | 8 juni 1999      | 10 juni 2003    | [ 67 ] |
| Jan Terlouw                       | Democraten 66                                                      | 8 juni 1999      | 10 juni 2003    | [ 68 ] |
| Ed van Thijn                      | Partij van de Arbeid                                               | 8 juni 1999      | 10 juni 2003    | [ 69 ] |
| Yvonne Timmerman-Buck             | Christen-Democratisch Appèl                                        | 8 juni 1999      | 10 juni 2003    | [ 70 ] |
| Marius Varekamp                   | Volkspartij voor Vrijheid en Democratie                            | 8 juni 1999      | 10 juni 2003    | [ 71 ] |
| Elske ter Veld                    | Partij van de Arbeid                                               | 8 juni 1999      | 10 juni 2003    | [ 72 ] |
| Kars Veling                       | Reformatorische Politieke Federatie- Gereformeerd Politiek Verbond | 8 juni 1999      | 15 mei 2002     | [ 73 ] |
| Jurn de Vries                     | Reformatorische Politieke Federatie- Gereformeerd Politiek Verbond | 8 juni 1999      | 10 juni 2003    | [ 74 ] |
| Driek van Vugt                    | Socialistische Partij                                              | 8 juni 1999      | 10 juni 2003    | [ 75 ] |
| Kobus Walsma                      | Christen-Democratisch Appèl                                        | 14 november 2000 | 10 juni 2003    | [ 76 ] |
| Jos Werner                        | Christen-Democratisch Appèl                                        | 8 juni 1999      | 10 juni 2003    | [ 77 ] |
| Hans Wiegel                       | Volkspartij voor Vrijheid en Democratie                            | 8 juni 1999      | 1 april 2000    | [ 78 ] |
| Willem Witteveen                  | Partij van de Arbeid                                               | 8 juni 1999      | 10 juni 2003    | [ 79 ] |
| Henk Woldring                     | Christen-Democratisch Appèl                                        | 8 juni 1999      | 10 juni 2003    | [ 80 ] |
| Diana de Wolff                    | Groen Links                                                        | 8 juni 1999      | 10 juni 2003    | [ 81 ] |
| Dik Wolfson                       | Partij van de Arbeid                                               | 8 juni 1999      | 10 juni 2003    | [ 82 ] |
| Thijs Wöltgens                    | Partij van de Arbeid                                               | 8 juni 1999      | 10 januari 2002 | [ 83 ] |
| Ans Zwerver                       | Groen Links                                                        | 8 juni 1999      | 10 juni 2003    | [ 84 ] |